# César Vaquera
Vaquera  Reséndiz est un nom espagnol. Le premier nom de famille, en général paternel, est Vaquera ; le second, en général maternel, souvent omis, est Reséndiz.
César Salvador Vaquera Reséndiz, né le 22 avril 1989 à Mexico, est un coureur cycliste mexicain.

## Palmarès sur route

### Par année
- 2009
  - 5e étape du Tour de Chihuahua
  - 2e du championnat du Mexique du contre-la-montre espoirs
- 2010
  -  Champion du Mexique sur route espoirs
- 2011
  - 5e étape du Tour du Michoacán
- 2012
  - 4e étape du Tour du Michoacán
- 2019
  - 2e étape de la Vuelta a Nuevo León

### Classements mondiaux
| Année            | 2009 | 2010 |
| ---------------- | ---- | ---- |
| UCI America Tour | 45e  | 127e |

## Palmarès sur piste
- 2012
  - 2e du championnat du Mexique de l'américaine
  - 3e du championnat du Mexique de scratch
  - 3e du championnat du Mexique de poursuite par équipes
- 2019
  - 3e du championnat du Mexique de poursuite par équipes